# Poppy Morgan
Poppy Morgan (Hull, 17 de fevereiro de 1983) é uma atriz pornográfica, diretora e modelo inglesa.

## Prêmios e indicações
- 2006: Euro eLine Award – Best Starlet
- 2006: Medien eLine Award – Best Actress – International[1]
- 2006: UK Adult Film and Television Awards – Best Female Actress Of The Year[2]
- 2008: AVN Award for Best Sex Scene in a Foreign-Shot Production, for a 10-person group scene in Furious Fuckers Final Race[3]
- 2010: AVN Award – Best All-Girl Three-Way Sex Scene – The 8th Day[4]